# 日枝神社 (富山市)
日枝神社（ひえじんじゃ）は、富山県富山市にある神社である。別称「富山山王さん」。大山咋神・大己貴命を主祭神とし、相殿に天照大御神・豊受大御神を祀る。毎年5月31日より行なわれる春季例大祭「山王まつり」は、「さんのさん（はん）の祭り」として親しまれる富山県内最大の祭りで、大勢の人々で賑わう。日枝神社を山王さんというのは日枝山麓にある日吉（ひえ）神社の祭神を山王権現と称し、釈迦如来の仮の姿として天台一種の護法神とする考えからきている。

## 歴史
創建の年代は不詳。古くは越中国新川郡針原に広い境内地をもって鎮座していたのを、南北朝の1335年（建武2年、桃井直常が北条時兼を追討した際、敗走する時兼が防戦のため社に火を放ったので、戦乱を避けて神体は現在の富山市隠土、旧上新川郡中野村と各地に遷座した。
1367年（正平22年）以降、旧婦負郡藤居村（現在の富山城跡）に遷した。天正年間、佐々成政が富山に入城の際、城内にあった藤居山富山（ふせん）寺鎮守山王権現を現在地に遷し、富山の産土神とした。成政の越中退去後、1587年（天正15年）、前田利長が富山城に入城して以降は、富山前田家の産土社に定められ、新たに社地・社殿が寄進された。
1873年（明治6年）に郷社に列した。1875年（明治8年）、天照大御神を祀る北神明社、豊受大御神を祀る中神明社を合祀した。1899年（明治32年）4月2日、境内地に新県庁を建設するのにあわせ、かつて鎮座していた縁で富山城跡内に遷座することにし、大田口町白山神社への仮遷座を経て、同年5月27日に正式に移転、同年8月2日、県社に昇格した。しかし同年8月12日に市街全域を焼く大火があり、社殿を焼失した。これにより、県庁、日枝神社ともに旧地に戻ることが1900年（明治33年）7月5日に決定され、1901年（明治34年）5月30日、現在地に仮祠宇が建設され、本殿・拝殿を再建した。
1945年（昭和20年）8月1日、富山大空襲により全社殿その他建物の全てを消失したが、御神体は、本殿土壇の特設の防空壕に直前にお移しして被災を免れた。焼失後は直ちに仮拝殿を建設し、1948年（昭和23年）5月29日には千鳥破風入母屋造木造35坪の拝殿、1953年（昭和28年）5月26日に本殿が復興した。
1967年（昭和42年）5月28日には、拝殿が鉄筋化（入母屋造、唐破風武丹塗、88坪）され、神域は見違えるように旧に勝る威容を誇るに至った。
1968年（昭和43年）、神社本庁の別表神社に加列された。同年10月23日には、旧社務所跡に日枝会館が完成した。1979年（昭和54年）には拝殿35坪、会館35坪の増改築が実施された。
2005年（平成17年）6月より本殿の修復工事に着手し、同年9月16日夜、52年ぶりに正遷座祭が行われた。2006年（平成18年）3月18日には、上棟祭が催された。同年5月に工事が完了し、同年6月18日には、本殿の修復、幣殿の増築、廻廊の新築工事の完成を祝い「雅楽の夕べ、薪能」が行われた。

## 境内末社
- 麁香（あらか）神社（御祭神 - 手置帆負神〔たおきほおいのかみ〕・ 彦狭知神〔ひこさしりのかみ〕）

紀州本宮御木麁香之神体を奉遷、1785年（天明5年）に西田地方神明社内に鎮座し、享和年中に山王社北方の北神明社に奉遷、1875年（明治8年）北神明社および中神明社を廃止し、日枝神社境内に奉遷鎮座した。現社殿は1958年（昭和33年）9月30日に切妻造り鉄筋コンクリート造り13.5坪を造営再建したものである。
- 三末社
  - 稲荷社[9]（御祭神 - 倉稲魂命〔うかのみたまのみこと〕）
  - 水天宮[9]（御祭神 - 安徳天皇〔あんとくてんのう〕）
  - 春日社[9]（御祭神 - 天児屋根命〔あめのこやねのみこと〕）

## 祭事暦
- 毎月1日 - 山王講月次祭
- 1月1日 - 歳旦祭
- 2月1日 - 旧正月際
- 2月3日 - 節分祭（鳴弦の儀）
- 2月 - どんど焼き（古札昇神祭）
- 2月 - 北方領土早期返還祈願祭
- 2月 - 初牛祭
- 2月11日 - 建國祭
- 2月 - 祈年祭並に鎮火祭
- 3月 - 山まつり
- 5月31日〜6月2日 - 山王まつり
- 6月30日 - 夏越の大祓式（茅の輪くぐり）
- 7月16日 - 相殿神明祭
- 8月11日・12日 - 夏まつり
- 10月1日 - 秋まつり（日枝神社秋季大祭）
- 11月 - 七五三宮まいり
- 11月23日 - 新穀感謝祭（新嘗祭）
- 12月30日 - 年越の大祓式（茅の輪くぐり）

## 交通アクセス
- 富山駅 南口より
  - 徒歩約20分
  - 富山地方鉄道 市内電車 環状線 に乗り、「グランドプラザ前」下車徒歩約2分
  - 富山地方鉄道 市内電車 南富山駅前 行き に乗り、「西町」下車徒歩約3分
  - 富山地方鉄道 (地鉄バス) 30系統台、40系統台のバスに乗り、「星井町一丁目」下車徒歩約4分
- レンタサイクル シクロシティ「アヴィレ」14番「西町」ステーションより徒歩約3分

## 関連項目

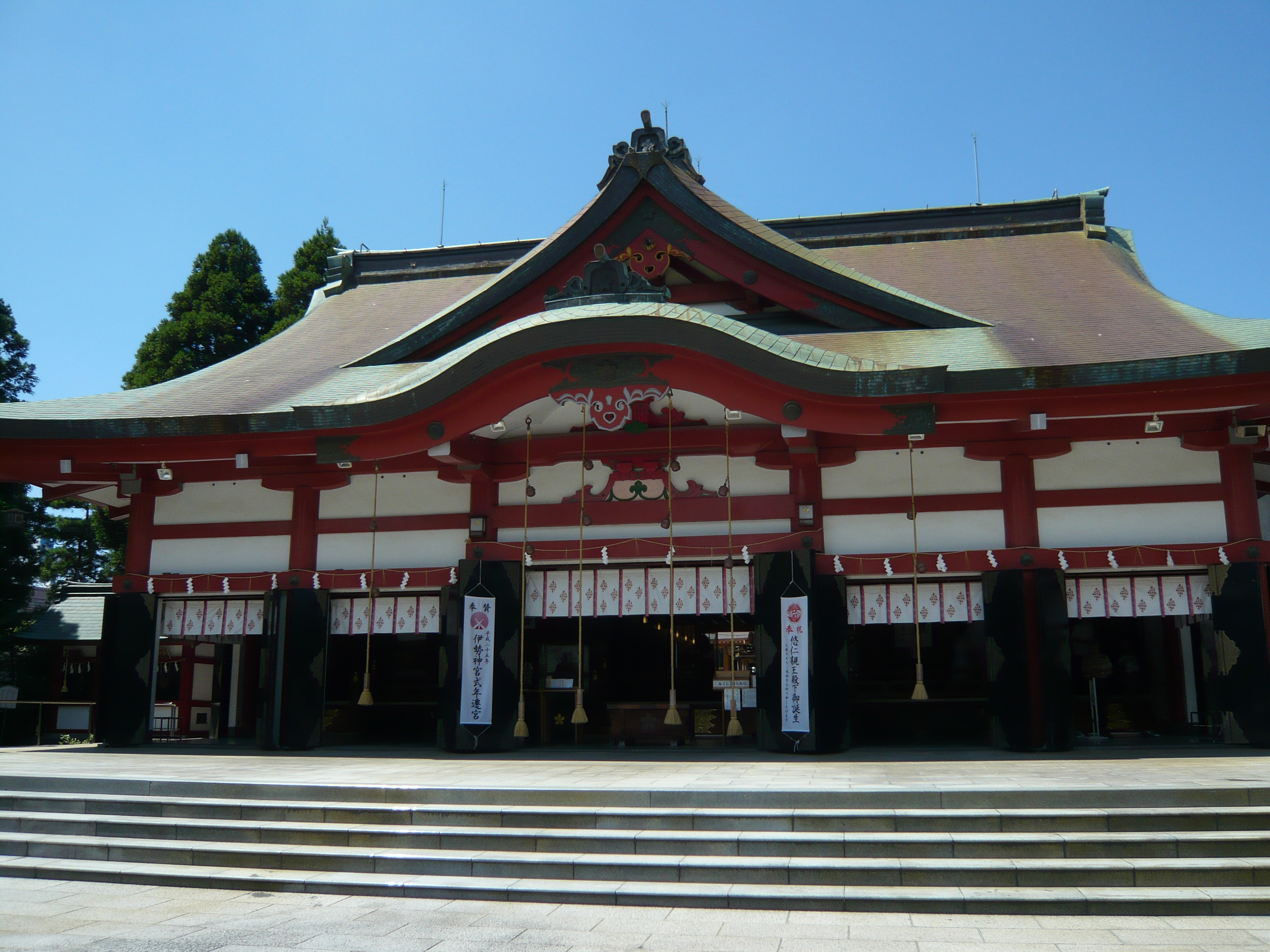
拝殿
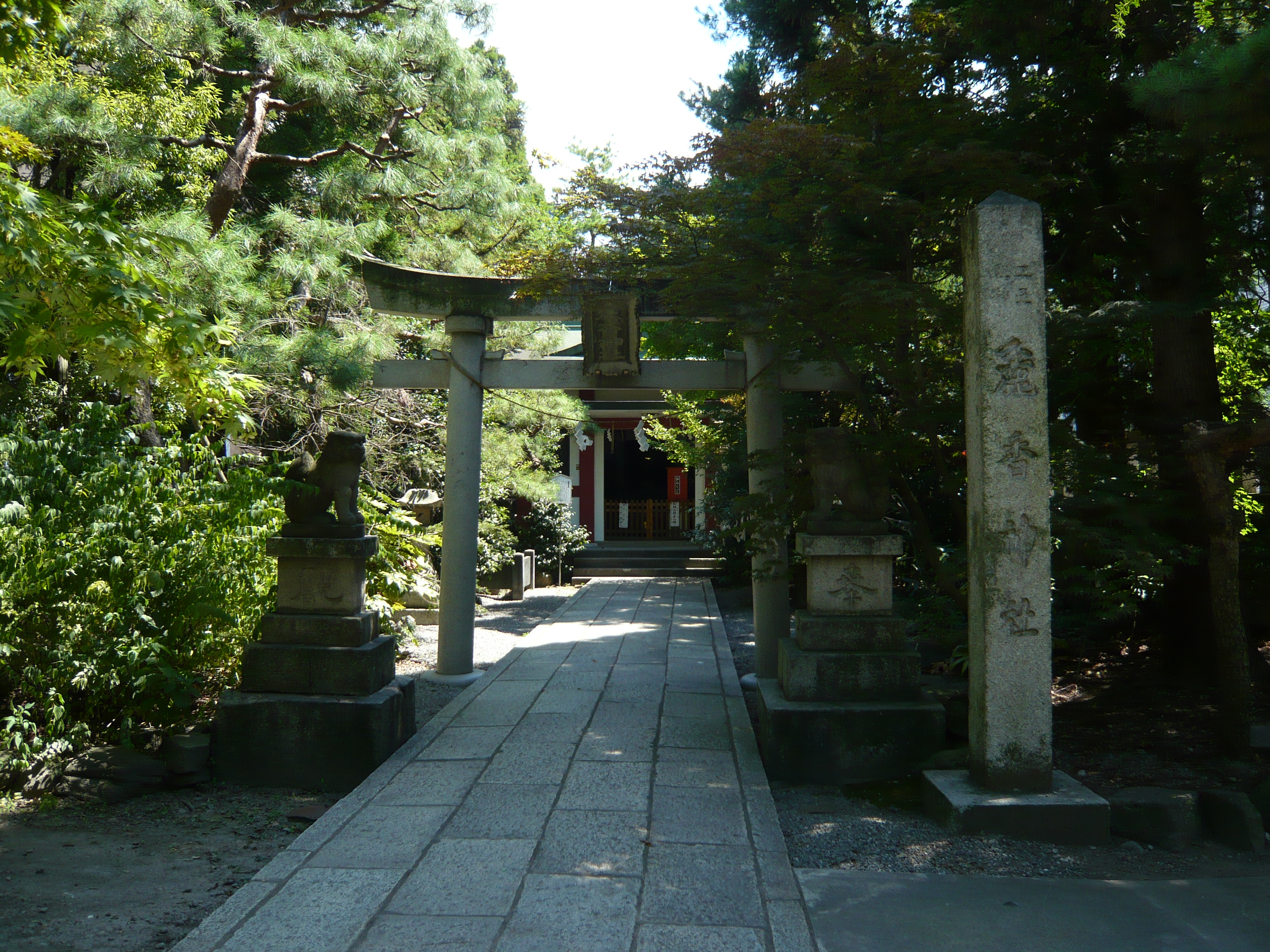
境内社・麁香（あらか）神社